# Turbojugend
Turbojugend är det norska rockbandet Turbonegros internationella fanklubb. En turbojugendmedlem känns igen på jeansjackan (kutte) med turbonegrologga samt "Turbojugend [Jugend-namn]" broderat på vänstra bröstet. Turbojugend ses av dess medlemmar som en stor gemenskap av likasinnade som har en kärlek till öl, fest och Deathpunk. Många medlemmar förklarar att de genom Turbojugend har fått många nya vänner runt om i världen eftersom de ofta åker på fester arrangerade av andra chapters (klubbar). Globalt finns det över 3000 olika chapters.

## Bakgrund
Turbonegrogitarristen Euroboy förklarade fanklubben som: "Vi tänkte på hur Kiss hade sin Kiss Army så då tyckte vi Turbonegro skulle ha en egen flotta. Det startade som ett skämt i Happy-Toms lägenhet. Vi skrev dit hans adress på albumen vi släppte, ett rent practical joke alltså. Sedan så blommade jugenden ut till något stort, och den fortsätter att växa. Men själva grejen var att du skulle skicka ett brev till honom och sedan få ett diplom som bevisade att du var en medlem i Turbojugend".

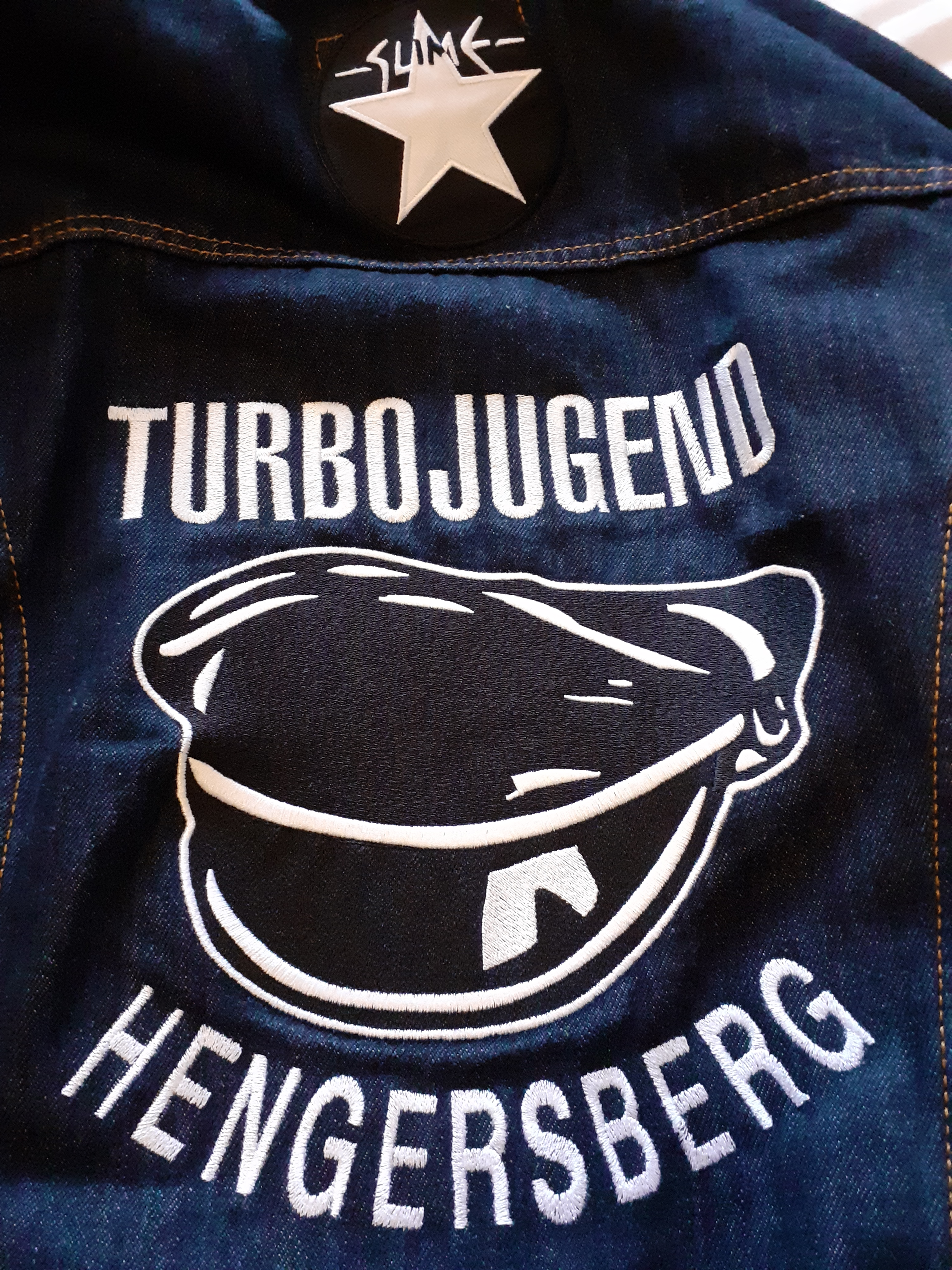

## Turbojugend i Sverige

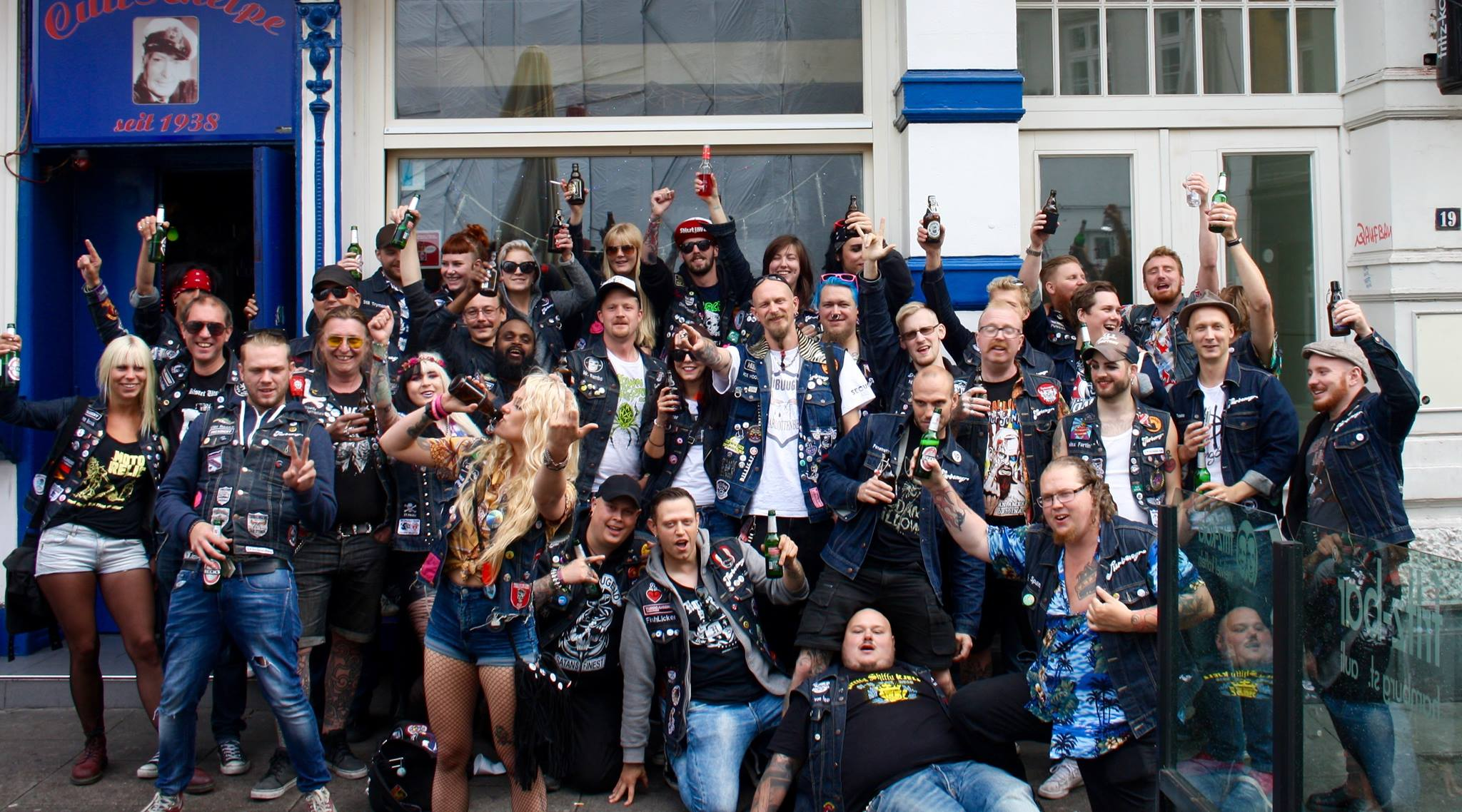
Gruppbild på Svenska Turbojugends i Hamburg under WTJT 2015

Turbojugend finns även i Sverige. Det finns ungefär 100 mer eller mindre aktiva chapters och i dessa ungefär 400 medlemmar. Det arrangeras turbojugendfester runt om i Sverige årligen och det finns alltid en förfest och efterfest i samband med en Turbonegrospelning. Bland de äldsta chapter i Sverige är Turbojugend Göteborg, Märsta och Karlstad som startade mellan 1999 och 2003.

## Jackorna
Jackan, som är mer känd under namnet "Kutte" kom till i slutet av 1990-talet då skivbolaget Bitzcore Records skulle trycka upp Levi's-jackor med Turbojugend Oslo-logo på. Men texten på jackan byttes oavsiktligen från Oslo till St. Pauli.
Efter ett tag blev efterfrågan på jackorna så stor att Bitzcore Records fick starta Turbonegro mailorder och trycka upp nya jackor, denna gång med Oslo-logga. Sedan gjorde Turbonegro mailorder det möjligt att beställa dessa jackor med ett eget namn, ”chapter” eller stad på, och det var så Turbojugend worldwide föddes.
Under 2012 flyttades produktionen och distributionen av jackorna till USA och Mexiko, det är inte längre Levi's-jackor utan en specialsydd jeansjacka som går under namnet "Deathpunk-mode".

## Welt-Turbojugend-Tage (WTJT)

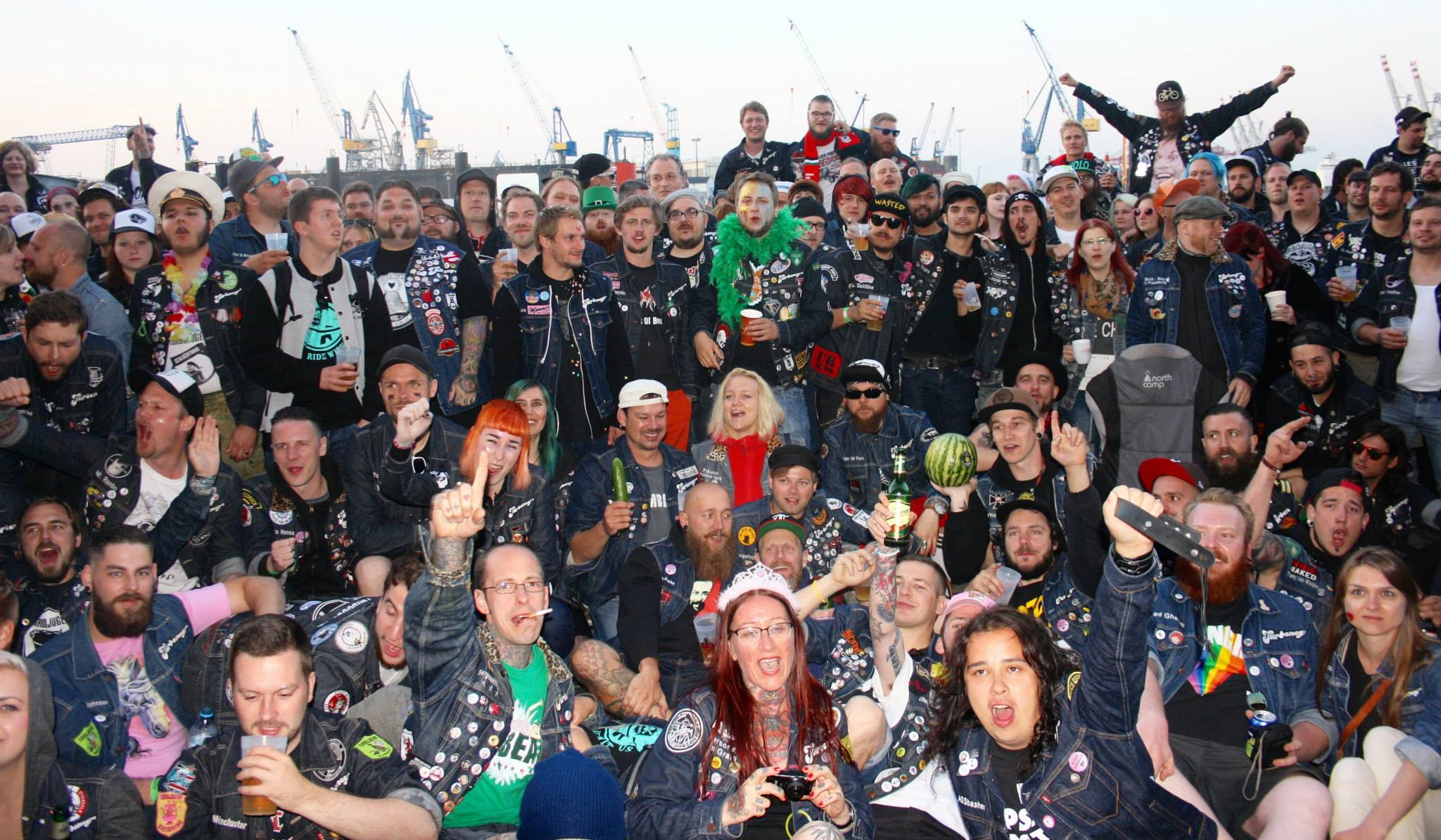
Del av den ansamling Turbojugends som avslutade WTJT klockan 06.00 på Fischmarkt i St. Pauli.

En gång per år träffas Turbojugends från hela världen i St. Pauli, Hamburg, Tyskland för att fira Turbonegro, dem själva, och även punkrock i allmänhet. Detta tredagarsjippo kallas "Welt-Turbojugend-Tage" (Svenska: "Globala turbojugend-dagarna") och firas med konserter och fester runt om i staden. Detta evenemang har nu gått av stapeln 11 gånger.

## Övriga band
Även om Turbojugend är fanklubb till bandet Turbonegro så har fanklubben som helhet också fattat tycke för andra band. Till exempel
- Silver
- Honningbarna
- Peter Pan Speedrock
- The Turbo A.C.'s
- Trashcan Darlings

## Turbojugend Oslo
Turbojugend Oslo är troligen den största jugenden i världen, tillsammans med Turbojugend St. Pauli.
En av huvudorsakerna till detta är att the Turbojugend Oslo-loggan kan hittas på nästan alla albumen bandet släppt.
Många ”fakemedlemmar” till Turbojugend Oslo kan ses runt om i världen. Detta på grund av att jackorna går att beställa på nätet.
Det enda sättet man kan skilja en äkta medlem till Turbojugend Oslo från en fakemedlem är att jackan inte har medlemmens namn på sidofickan.